# Alibijaban Wilderness Area
Der Alibijaban Wilderness Area liegt auf der Insel Alibijaban, in der Region CALABARZON auf den Philippinen. Es wurde am 29. Dezember 1981 auf einer Fläche von 4,30 km² in der Provinz Quezon eingerichtet und gehört zum Gemeindegebiet von San Andres. Das Naturschutzgebiet liegt auf der Insel Alibijaban, die sich östlich der Bondoc-Halbinsel im Golf von Ragay befindet. Die Insel ist bewohnt und kann nach einer zwanzigminütigen Bootsfahrt erreicht werden.  
Das Naturschutzgebiet liegt ca. 310 km südöstlich von Manila. Das Klima auf der Insel ist schwülwarm ohne eine ausgeprägte Trockenperiode. Der meiste Niederschlag fällt von Oktober bis Dezember, die trockensten Monate sind der April und Mai. Die Topographie der Insel hat einen hügeligen Charakter, die Steigungen erreichen bis 18 %.
Auf der Insel kommen unter anderem der Bindenwaran (Varanus salvator), Schwarzbauchnonne (Lonchura malacca), die Zweifarben-Fruchttaube (Ducula bicolor), die Dickschnabelkrähe (Corvus macrorhynchos), der Nachtreiher (Nycticorax nycticorax) vor.

## Quelle
- Informationen des DENR über das Naturschutzgebiet (Seite nicht mehr abrufbar, festgestellt im Juni 2020. Suche in Webarchiven)
- Der Naturschutzgebiet auf der Seite des PAWB (Protected Areas and Wildlife Bureau)
- Island of Alibijaban Wilderness Area in der World Database on Protected Areas (englisch)